# Danh sách đảo theo tên (S)
Danh sách dưới đây liệt kê các đảo bắt đầu bằng ký tự S.
Đây là một danh sách chưa hoàn tất, và có thể sẽ không bao giờ thỏa mãn yêu cầu hoàn tất. Bạn có thể đóng góp bằng cách mở rộng nó bằng các thông tin đáng tin cậy.
A - B - C - D - Đ - E - F - G - H - I - J - K - L - M - N - O - P - Q - R - S - T - U - V - W - X - Y - Z

## S
| Tên đảo                      | Quần đảo / Nhóm đảo                                                               | Quốc gia |
| ---------------------------- | --------------------------------------------------------------------------------- | --- |
| Saaremaa                     | Quần đảo Tây Estonia; Biển Baltic                                                 | Estonia |
| Saarnaki laid                | Väinameri Sea                                                                     | Estonia |
| Saba                         | Tiểu Antilles                                                                     | Hà Lan |
| Cayo Sabinal                 | Đại Antilles                                                                      | Cuba |
| Sable                        | Nova Scotia                                                                       | Canada |
| Sabrina                      | Đảo Balleny                                                                       | Ross Dependency, New Zealand |
| Sabula                       | Iowa                                                                              | Hoa Kỳ |
| Saddle                       | Quần đảo Nam Orkney                                                               | Claimed by: · the Vương quốc Anh as part of the Quần đảo Falkland and by · Argentina                                                            |
| Safra                        | Quần đảo Alentejo                                                                 | Bồ Đào Nha |
| Saint Agnes                  | Isles of Scilly                                                                   | Vương quốc Anh |
| Saint Anastasia              | Black Sea                                                                         | Bulgaria |
| Saint Andrews                | Admiralty Islands                                                                 | Papua New Guinea |
| Saint-Barthélemy             | Tiểu Antilles                                                                     | Pháp |
| Saint Catherine              | Susquehanna River, Maryland                                                       | Hoa Kỳ |
| Saint Catherine              | Potomac River, Maryland                                                           | Hoa Kỳ |
| Saint Clement's              | Potomac River, Maryland                                                           | Hoa Kỳ |
| Saint Croix                  | Bản mẫu:Country data Hoa Kỳ Virgin Islands Hoa Kỳ Virgin Islands, Tiểu Antilles   | Hoa Kỳ |
| Saint Croix                  | Saint Croix River, Maine                                                          | Hoa Kỳ |
| Saint Cyicus                 | Black Sea                                                                         | Bulgaria |
| Saint Eustratius             |                                                                                   | Hy Lạp |
| Saint George                 | Potomac River, Maryland                                                           | Hoa Kỳ |
| Saint Giles                  | Tiểu Antilles                                                                     | Trinidad and Tobago |
| Saint Ivan                   | Black Sea                                                                         | Bulgaria |
| Saint Helena                 |                                                                                   | British overseas territory of Saint Helena |
| St. Helena Island (Maryland) | Maryland                                                                          | Hoa Kỳ |
| Saint Helena                 | Straits of Mackinac, Michigan                                                     | Hoa Kỳ |
| Saint Helena                 | Sea Islands, South Carolina                                                       | Hoa Kỳ |
| Saint Helena                 | Little Round Bay, Maryland                                                        | Hoa Kỳ |
| Île Saint-Honorat            | Lérins Islands                                                                    | Pháp |
| Saint Helen's                | St. Lawrence River, Quebec                                                        | Canada |
| Saint John                   | Bản mẫu:Country data Hoa Kỳ Virgin Islands, Tiểu Antilles                         | Hoa Kỳ |
| Saint Johns                  | Missouri River, Missouri                                                          | Hoa Kỳ |
| Saint Joseph                 | Ontario                                                                           | Canada |
| Saint Kitts                  | Tiểu Antilles                                                                     | Saint Kitts và Nevis |
| Saint Lawrence               | Bering Sea, Alaska                                                                | Hoa Kỳ |
| Saint Lucia                  | Tiểu Antilles                                                                     | Saint Lucia |
| Saint Margaret               | Potomac River, Maryland                                                           | Hoa Kỳ |
| Île Sainte-Marguerite        | Lérins Islands                                                                    | Pháp |
| Saint Martin                 | Tiểu Antilles                                                                     | Divided between: · Pháp and · Kingdom of the Hà Lan                                                                                             |
| Saint Martin                 | Otago Harbour                                                                     | New Zealand |
| Saint Martin's               | Isles of Scilly                                                                   | Vương quốc Anh |
| St. Mary's                   | Isles of Scilly                                                                   | Vương quốc Anh |
| Saint Matthew                | Bering Sea, Alaska                                                                | Hoa Kỳ |
| St. Maurice Towhead          | Sông Mississippi, Louisiana                                                       | Hoa Kỳ |
| Saint Paul                   | Nova Scotia                                                                       | Canada |
| Saint Paul                   | Pribilof Islands, Alaska                                                          | Hoa Kỳ |
| Île Saint-Paul               | Bản mẫu:Country data French Southern Territories, Ấn Độ Dương                     | Pháp |
| Saint Peter                  | Black Sea                                                                         | Bulgaria |
| Saint Pierre                 | Manokin River, Maryland                                                           | Hoa Kỳ |
| Saint Simons                 | Georgia                                                                           | Hoa Kỳ |
| Saint Thomas                 | Bản mẫu:Country data Hoa Kỳ Virgin Islands, Tiểu Antilles                         | Hoa Kỳ |
| Saint Vincent                | Tiểu Antilles                                                                     | Saint Vincent và Grenadines |
| Saint Vincent                | Florida                                                                           | Hoa Kỳ |
| Sakhalin                     | North Pacific, Sakhalin Oblast                                                    | Nga |
| Salamina                     | Saronic Islands                                                                   | Hy Lạp |
| Salawati                     | Raja Ampat Islands                                                                | Indonesia |
| Salina                       | Aeolian Islands                                                                   | Ý |
| Salisbury                    | Nunavut                                                                           | Canada |
| Salsette                     | Maharashtra                                                                       | Ấn Độ |
| Saltholm                     | Oresund                                                                           | Đan Mạch/ Thụy Điển |
| Saltspring                   | Quần đảo Gulf, British Columbia                                                   | Canada |
| Samalga                      | Fox Islands group of the Aleutian Islands, Alaska                                 | Hoa Kỳ |
| Samar                        | Visayas                                                                           | Philippines |
| Samhah                       | Socotra                                                                           | Yemen |
| Samos Island                 | Beira Litoral Islands                                                             | Bồ Đào Nha |
| Samos                        | Dodecanese                                                                        | Hy Lạp |
| Samothraki                   |                                                                                   | Hy Lạp |
| Samphrey                     | Quần đảo Shetland                                                                 | Scotland |
| Sampson                      | Pleasant Bay, Cape Cod, Massachusetts                                             | Hoa Kỳ |
| Samsø                        | Kattegat                                                                          | Đan Mạch |
| Samson                       | Isles of Scilly                                                                   | Vương quốc Anh |
| San Andrés                   | San Andrés y Providencia                                                          | Colombia |
| San Benedicto                | Revillagigedo Islands, Colima                                                     | México |
| San Benitos                  |                                                                                   | México |
| San Clemente Island          | Quần đảo Eo Biển of California, California                                        | Hoa Kỳ |
| San Cristobal                | Quần đảo Solomon                                                                  | Quần đảo Solomon |
| San José                     | Baja California Sur                                                               | México |
| San Jose                     | Texas                                                                             | Hoa Kỳ |
| San Juan                     | San Juan Islands, Washington                                                      | Hoa Kỳ |
| San Martiño                  | Galicia                                                                           | Tây Ban Nha |
| San Miguel                   | Quần đảo Eo Biển of California, California                                        | Hoa Kỳ |
| San Nicolas                  | Quần đảo Eo Biển of California, California                                        | Hoa Kỳ |
| San Pietro                   | Sardegna                                                                          | Ý |
| San Salvador                 | The Bahamas                                                                       | Bahamas |
| Sanak                        | Sanak Islands, Vịnh Alaska, Alaska                                                | Hoa Kỳ |
| Sand Cay                     | Quần đảo Trường Sa                                                                | Tranh chấp giữa: · Trung Quốc, · Trung Hoa Dân Quốc, · Việt Nam, · Brunei, · Philippines và · Malaysia                                          |
| Sand                         | Ohio River, Kentucky                                                              | Hoa Kỳ |
| Sand                         | Hawaii                                                                            | Hoa Kỳ |
| Sanday                       | The North Isles, Bản mẫu:Country data Orkney Islands                              | Scotland |
| Sandoy                       | Quần đảo Faroe                                                                    | Đan Mạch |
| Sandy                        | Georgian Bay, Ontario                                                             | Canada |
| Sandy                        | Nanticoke River, Maryland                                                         | Hoa Kỳ |
| Sandy Point                  | Newfoundland and Labrador                                                         | Canada |
| Sandy Point                  | Sinepuxent Bay, Maryland                                                          | Hoa Kỳ |
| Sannak                       | Fox Islands group of the Aleutian Islands, Alaska                                 | Hoa Kỳ |
| Sans Souci                   | Georgian Bay Ontario                                                              | Canada |
| Santa Ana                    | Quần đảo Solomon                                                                  | Quần đảo Solomon |
| Santa Barbara                | Quần đảo Eo Biển of California, California                                        | Hoa Kỳ |
| Santa Catalina               | Quần đảo Eo Biển of California, California                                        | Hoa Kỳ |
| Santa Clara                  | Juan Fernández archipelago, Chile                                                 | Chile |
| Santa Cruz                   | Quần đảo Eo Biển of California, California                                        | Hoa Kỳ |
| Santa Isabel                 | Quần đảo Solomon                                                                  | Quần đảo Solomon |
| Santa Margarita              | Baja California Sur                                                               | México |
| Santa Maria                  | Azores                                                                            | Bồ Đào Nha |
| Santa Rosa                   | Quần đảo Eo Biển of California, California                                        | Hoa Kỳ |
| Santa Rosa                   | Florida                                                                           | Hoa Kỳ |
| Santorini                    | Cyclades                                                                          | Hy Lạp |
| São Brás                     | Alentejo islands                                                                  | Bồ Đào Nha |
| São Jorge                    | Azores                                                                            | Bồ Đào Nha |
| São Miguel                   | Azores                                                                            | Bồ Đào Nha |
| São Tomé                     | Vịnh Guinea                                                                       | São Tomé and Príncipe |
| Saona Island                 | Antilles                                                                          | Dominican Republic |
| Sardegna                     |                                                                                   | Ý |
| Saria                        |                                                                                   | Hy Lạp |
| Sark                         | Quần đảo Eo Biển                                                                  | Guernsey |
| Saturna                      | Quần đảo Gulf, British Columbia                                                   | Canada |
| Saunders                     | Quần đảo Falkland                                                                 | Vương quốc Anh |
| Sauvie                       | Columbia River, Oregon                                                            | Hoa Kỳ |
| Savage                       | Near Islands group of the Aleutian Islands, Alaska                                | Hoa Kỳ |
| Savai'i                      | Samoan Islands                                                                    | Samoa |
| Savary                       | Georgia Straight, British Columbia                                                | Canada |
| Sawyer                       | Sông Mississippi, Minnesota                                                       | Hoa Kỳ |
| Sazan                        | Bay of Vlorë                                                                      | Albania |
| Scarecrow                    | Michigan                                                                          | Hoa Kỳ |
| Scharhörn                    | North Sea                                                                         | Đức |
| Schiermonnikoog              | West Frisian Islands                                                              | Hà Lan |
| Schmidt                      | Severnaya Zemlya, Krasnoyarsk Krai                                                | Nga |
| Schoinoussa                  | Cyclades                                                                          | Hy Lạp |
| School                       | Platte River, Nebraska                                                            | Hoa Kỳ |
| Schouwen-Duiveland           | Zeeland                                                                           | Hà Lan |
| Scilly                       | Windward Islands, Society Islands, Polynésie thuộc Pháp                           | Lãnh thổ hải ngoại của Pháp |
| Scott                        |                                                                                   | Ross Dependency, New Zealand |
| Scott                        | Potomac River, Maryland                                                           | Hoa Kỳ |
| Scotts                       | Kanawha River, West Virginia                                                      | Hoa Kỳ |
| Scout                        | Tygart Valley River, West Virginia                                                | Hoa Kỳ |
| Sea                          | Fraser River, British Columbia                                                    | Canada |
| Seal                         | South Quần đảo Shetland                                                           | Claimed by: · Argentine Antarctica, Argentina, · Antártica Chilena Province of Chile và · Lãnh thổ châu Nam Cực thuộc Anh of the Vương quốc Anh |
| Sealion                      | Quần đảo Falkland                                                                 | Vương quốc Anh |
| Sebatik                      | Sabah                                                                             | Indonesia and Malaysia |
| Secretary                    |                                                                                   | New Zealand |
| Sedanka                      | Fox Islands group of the Aleutian Islands, Alaska                                 | Hoa Kỳ |
| Seguam                       | Andreanof Islands group of the Aleutian Islands, Alaska                           | Hoa Kỳ |
| Segula                       | Rat Islands group of the Aleutian Islands, Alaska                                 | Hoa Kỳ |
| Seil                         | Slate Islands of the Inner Hebrides                                               | Scotland |
| Seiland                      | Finnmark                                                                          | Na Uy |
| Île de Sein                  | Đại Tây Dương                                                                     | Pháp |
| Sejerø                       | Kattegat                                                                          | Đan Mạch |
| Selaön                       | Lake Mälaren                                                                      | Thụy Điển |
| Selden                       | Potomac River, Maryland                                                           | Hoa Kỳ |
| Selvagem Grande              | Savage Islands group of the Madeira Islands                                       | Bồ Đào Nha |
| Selvagem Pequena             | Savage Islands group of the Madeira Islands                                       | Bồ Đào Nha |
| Semisopochnoi                | Rat Islands group of the Aleutian Islands, Alaska                                 | Hoa Kỳ |
| Semyonovsky                  | New Siberian Islands                                                              | Nga |
| Senja                        | Troms                                                                             | Na Uy |
| Serifos                      | Cyclades                                                                          | Hy Lạp |
| Seven                        | Cheat River, West Virginia                                                        | Hoa Kỳ |
| Seven Mile                   | Jersey Shore, New Jersey                                                          | Hoa Kỳ |
| Severny                      | Novaya Zemlya, Arkhangelsk Oblast                                                 | Nga |
| Shackleford                  | North Carolina                                                                    | Hoa Kỳ |
| Shanaghy                     | Upper Lough Erne                                                                  | Ireland |
| Shandrew                     | Sông Mississippi, Illinois                                                        | Hoa Kỳ |
| Shapinsay                    | The North Isles, Bản mẫu:Country data Orkney Islands                              | Scotland |
| Sharp                        | Georgian Bay, Ontario                                                             | Canada |
| Sharp                        |                                                                                   | Hồng Kông |
| Sharpes                      | Chesapeake Bay, Maryland                                                          | Hoa Kỳ |
| Swan                         | Chesapeake Bay, Maryland                                                          | Hoa Kỳ |
| Sharpshin                    | Potomac River, Maryland                                                           | Hoa Kỳ |
| Shatvar                      | Vịnh Ba Tư                                                                        | Iran |
| Shaw                         | San Juan Islands, Washington                                                      | Hoa Kỳ |
| Shawanaga                    | Georgian Bay, Ontario                                                             | Canada |
| Sheek's                      | St. Lawrence Seaway, Ontario                                                      | Canada |
| Shell                        |                                                                                   | Wales |
| Shell                        | Florida                                                                           | Hoa Kỳ |
| Shell                        | Louisiana                                                                         | Hoa Kỳ |
| Shelldrake                   | Brockanorton Bay, Maryland                                                        | Hoa Kỳ |
| Shemya                       | Semichi Islands cluster in the Near Islands group of the Aleutian Islands, Alaska | Hoa Kỳ |
| Shengshan                    | Chu San                                                                           | Trung Quốc |
| Shenick                      |                                                                                   | Ireland |
| Shepherds                    | Potomac River, Maryland                                                           | Hoa Kỳ |
| Sherbo                       | Đại Tây Dương                                                                     | Sierra Leone |
| Sherkin                      | Islands of Roaringwater Bay, County Cork                                          | Ireland |
| Sherose                      | Nova Scotia                                                                       | Canada |
| Sherwin                      | Potomac River, Maryland                                                           | Hoa Kỳ |
| Shiashkotan                  | Kuril Islands, Sakhalin Oblast                                                    | Nga |
| Shif                         | Vịnh Ba Tư                                                                        | Iran |
| Shikinejima                  | Izu Islands                                                                       | Nhật Bản |
| Shikoku                      | Nhật Bảnese archipelago                                                           | Nhật Bản |
| Shikotan                     | Kuril Islands, Sakhalin Oblast                                                    | Nga, claimed by Nhật Bản |
| Shimoji                      | Miyako Islands part of the Sakishima Islands part of the Ryukyu Islands           | Nhật Bản |
| Ship                         | Gulf Coast, Mississippi                                                           | Hoa Kỳ |
| Ship                         | Newfoundland and Labrador                                                         | Canada |
| Shippingport                 | Ohio River, Kentucky                                                              | Hoa Kỳ |
| Shoe                         | Beaver Island archipelago, Lake Michigan, Michigan                                | Hoa Kỳ |
| Shomali                      | Vịnh Ba Tư                                                                        | Iran |
| Shooters                     | Newark Bay, New Jersey                                                            | Hoa Kỳ |
| Shortland                    | Shortland Islands                                                                 | Quần đảo Solomon |
| Shreves Bar                  | Sông Mississippi, Louisiana                                                       | Hoa Kỳ |
| Shumshu                      | Kuril Islands, Sakhalin Oblast                                                    | Nga |
| Shuna                        | Slate Islands                                                                     | Scotland |
| Shuwaikh                     | Kuwait Bay                                                                        | Kuwait |
| Sicily                       |                                                                                   | Ý |
| Sido                         |                                                                                   | Hàn Quốc |
| Sifnos                       | Cyclades                                                                          | Hy Lạp |
| Signy                        | South Orkney Islands                                                              | Claimed by the Vương quốc Anh as part of the Quần đảo Falkland and by Argentina                                                                 |
| Sijiao Island                | Chu San                                                                           | Trung Quốc |
| Sikaiana                     | Quần đảo Solomon                                                                  | Quần đảo Solomon |
| Sikinos                      | Cyclades                                                                          | Hy Lạp |
| Silba                        | Adriatic Sea                                                                      | Croatia |
| Silmido                      | Yellow Sea                                                                        | Hàn Quốc |
| Simushir                     | Kuril Islands, Sakhalin Oblast                                                    | Nga |
| Sinclair                     | Great Barrier Reef, Queensland                                                    | Úc |
| Sinclair's Island            |                                                                                   | Namibia |
| Sin Cowe                     | Quần đảo Trường Sa                                                                | Tranh chấp giữa: · Trung Quốc, · Trung Hoa Dân Quốc, · Việt Nam, · Brunei, · Philippines và · Malaysia                                          |
| Sindo                        | Yellow Sea                                                                        | Hàn Quốc |
| Singapore                    |                                                                                   | Singapore |
| Sinjido                      |                                                                                   | Hàn Quốc |
| Sint Eustatius               | Tiểu Antilles                                                                     | Hà Lan |
| Siø                          | Islands of the waters south of Funen                                              | Đan Mạch |
| Šipan                        | Elaphiti Islands                                                                  | Croatia |
| Sipson                       | Pleasant Bay, Cape Cod, Massachusetts                                             | Hoa Kỳ |
| Sipson Meadow                | Pleasant Bay, Cape Cod, Massachusetts                                             | Hoa Kỳ |
| Sir Bani Yas                 | Vịnh Ba Tư                                                                        | United Arab Emirates |
| Sirri                        | Vịnh Ba Tư                                                                        | Iran |
| Sitrah                       | Vịnh Ba Tư                                                                        | Bahrain |
| Siu A Chau                   | Soko Islands, Hồng Kông                                                           | Trung Quốc |
| Sixmile                      | Allegheny River Pennsylvania                                                      | Hoa Kỳ |
| Sixmile                      | Ohio River, Kentucky                                                              | Hoa Kỳ |
| Sjaelland                    |                                                                                   | Đan Mạch |
| Sjumansholmen                | Southern Gothenburg Archipelago                                                   | Thụy Điển |
| Skantzoura                   | Sporades                                                                          | Hy Lạp |
| Skarø                        | Islands of the waters south of Funen                                              | Đan Mạch |
| Skellig Michael              | Skellig Islands                                                                   | Ireland |
| Skiathos                     | Sporades                                                                          | Hy Lạp |
| Skogerøy                     |                                                                                   | Na Uy |
| Skopelos                     | Sporades                                                                          | Hy Lạp |
| Skraeling                    | Nunavut                                                                           | Canada |
| Skull                        | British Columbia                                                                  | Canada |
| Skúvoy                       | Quần đảo Faroe                                                                    | Đan Mạch |
| Isle of Skye                 | Inner Hebrides                                                                    | Scotland |
| Skyros                       | Sporades                                                                          | Hy Lạp |
| Slate                        | Slate Islands, Lake Superior, Ontario                                             | Canada |
| Slim                         | Sông Mississippi, Missouri                                                        | Hoa Kỳ |
| Slim                         | Ohio River, Kentucky                                                              | Hoa Kỳ |
| Slipper                      |                                                                                   | New Zealand |
| Slotsholmen                  | Copenhagen Harbour                                                                | Đan Mạch |
| Smaller Bent                 | Vịnh Ba Tư                                                                        | Iran |
| Smaojlovich                  | Sedov Archipelago of Severnaya Zemlya, Krasnoyarsk Krai                           | Nga |
| Smith                        | Chesapeake Bay, Maryland                                                          | Hoa Kỳ |
| Smith                        | San Juan Islands, Washington                                                      | Hoa Kỳ |
| Smith                        | South Quần đảo Shetland                                                           | Claimed by: · Argentine Antarctica, Argentina, · Antártica Chilena Province of Chile và · Lãnh thổ châu Nam Cực thuộc Anh of the Vương quốc Anh |
| Smith                        | Kankakee River, Illinois                                                          | Hoa Kỳ |
| Smokehouse                   | Lake Huron, Ontario                                                               | Canada |
| Smøla                        |                                                                                   | Na Uy |
| Smooth                       | Georgian Bay, Ontario                                                             | Canada |
| Snake                        | Black Sea                                                                         | Ukraina |
| Snake                        | Lake Simcoe, Ontario                                                              | Canada |
| Snake                        | Saint Lawrence River, Ontario                                                     | Canada |
| Snake                        | Fishing Bay, Maryland                                                             | Hoa Kỳ |
| Snake                        | Patuxent River, Maryland                                                          | Hoa Kỳ |
| Snake                        | Potomac River, Maryland                                                           | Hoa Kỳ |
| Snake                        | Susquehanna River, Maryland                                                       | Hoa Kỳ |
| Snake                        | Georgian Bay, Ontario                                                             | Canada |
| Snape                        | Belcher Islands group in Hudson Bay, Nunavut                                      | Canada |
| Snow                         | South Quần đảo Shetland                                                           | Claimed by: · Argentine Antarctica, Argentina, · Antártica Chilena Province of Chile và · Lãnh thổ châu Nam Cực thuộc Anh of the Vương quốc Anh |
| Soay                         | Inner Hebrides                                                                    | Scotland |
| Soay                         | St. Kilda group of the Outer Hebrides                                             | Scotland |
| Sobieszewo                   | Islands of Gdańsk                                                                 | Ba Lan |
| Sodo                         | Port Hamilton                                                                     | Hàn Quốc |
| Solomons                     | Patuxent River, Maryland                                                          | Hoa Kỳ |
| Solomons Lump                | Kedges Straits, Maryland                                                          | Hoa Kỳ |
| Socorro                      | Revillagigedo Islands, Colima                                                     | México |
| Socotra                      | Socotra                                                                           | Yemen |
| Solovetsky                   | Solovetsky Islands                                                                | Nga |
| Šolta                        | Adriatic Sea                                                                      | Croatia |
| Somerset                     | Bermuda                                                                           | Vương quốc Anh |
| Somerset                     | Nunavut                                                                           | Canada |
| Sondre Kvaløy                |                                                                                   | Na Uy |
| Sonora                       | British Columbia                                                                  | Canada |
| Sørøya                       | Finnmark                                                                          | Na Uy |
| Sotra                        | Hordaland                                                                         | Na Uy |
| Sound Gruney                 | Quần đảo Shetland                                                                 | Scotland |
| South                        | Jason Islands of the Quần đảo Falkland                                            | Vương quốc Anh |
| South                        |                                                                                   | New Zealand |
| South Bass                   | Bass Islands, Ohio                                                                | Hoa Kỳ |
| South Beach                  | Cape Cod, Massachusetts                                                           | Hoa Kỳ |
| South Brother                | Andaman Archipelago, Ấn Độ Dương                                                  | Ấn Độ |
| South Brother                | East River, New York                                                              | Hoa Kỳ |
| South Brother                | Chagos Archipelago, Ấn Độ Dương                                                   | Vương quốc Anh |
| South Brother                | Đại Tây Dương, Connecticut                                                        | Hoa Kỳ |
| South Brother                | Seven Brothers, Bab-el-Mandeb                                                     | Djibouti |
| South Hammocks               | Assawoman Bay, Maryland                                                           | Hoa Kỳ |
| South Havre                  | Quần đảo Shetland                                                                 | Scotland |
| South Isle of Gletness       | Quần đảo Shetland                                                                 | Scotland |
| South Limestone              | Georgian Bay Ontario                                                              | Canada |
| South Long                   |                                                                                   | |
| South Manitou                | Lake Michigan, Michigan                                                           | Hoa Kỳ |
| South Marsh                  | Chesapeake Bay, Maryland                                                          | Hoa Kỳ |
| South Monomoy                | Cape Cod, Massachusetts                                                           | Hoa Kỳ |
| South Padre                  | Texas                                                                             | Hoa Kỳ |
| South Ronaldsay              | The South Isles, Bản mẫu:Country data Orkney Islands                              | Scotland |
| South Uist                   | Outer Hebrides                                                                    | Scotland |
| South Watcher                | Georgian Bay, Ontario                                                             | Canada |
| Southampton                  | Nunavut                                                                           | Canada |
| Southwest Cay                | Quần đảo Trường Sa                                                                | Tranh chấp giữa: · Trung Quốc, · Trung Hoa Dân Quốc, · Việt Nam, · Brunei, · Philippines và · Malaysia                                          |
| Spectacle                    | Boston Harbor, Massachusetts                                                      | Hoa Kỳ |
| Speedwell                    | Quần đảo Falkland                                                                 | Vương quốc Anh |
| Spencer                      | Susquehanna River, Maryland                                                       | Hoa Kỳ |
| Spencer                      | Susquehanna River, Maryland                                                       | Hoa Kỳ |
| Spencer's                    | Nova Scotia                                                                       | Canada |
| Sponge Bar                   | Willamette River, Oregon                                                          | Hoa Kỳ |
| Spriggs                      | Blackwater River, Maryland                                                        | Hoa Kỳ |
| Spring                       | Holland Straits, Maryland                                                         | Hoa Kỳ |
| Spesutie                     | Chesapeake Bay, Maryland                                                          | Hoa Kỳ |
| Spetses                      | Saronic Islands                                                                   | Hy Lạp |
| Spieden                      | San Juan Islands, Washington                                                      | Hoa Kỳ |
| Spiekeroog                   | East Frisian Islands                                                              | Đức |
| Spirit                       | Maligne Lake, Alberta                                                             | Canada |
| Spitsbergen                  | Svalbard                                                                          | Na Uy |
| Sport-sziget                 | Sông Donau                                                                        | Hungary |
| Split                        | Belcher Islands, Hudson Bay, Nunavut                                              | Canada |
| Spratly                      | Quần đảo Trường Sa                                                                | Tranh chấp giữa: · Trung Quốc, · Trung Hoa Dân Quốc, · Việt Nam, · Brunei, · Philippines và · Malaysia                                          |
| Sprogø                       | Great Belt                                                                        | Đan Mạch |
| Spry                         | Chesapeake Bay, Maryland                                                          | Hoa Kỳ |
| Square                       | Newfoundland and Labrador                                                         | Canada |
| Srednij                      | Sedov Archipelago of Severnaya Zemlya, Krasnoyarsk Krai                           | Nga |
| Sri Lanka                    |                                                                                   | Sri Lanka |
| Ssese                        | Lake Victoria                                                                     | Uganda |
| Staats                       | Quần đảo Falkland                                                                 | Vương quốc Anh |
| Stack                        | Sông Mississippi, Mississippi                                                     | Hoa Kỳ |
| Stag                         | St. Clair River, Ontario                                                          | Canada |
| Stags of Broadhaven          |                                                                                   | Ireland |
| Stall Hill                   | Lake Rico, Massachusetts                                                          | Hoa Kỳ |
| Stansbury                    | Great Salt Lake, Utah                                                             | Hoa Kỳ |
| Star                         | Isles of Shoals, New Hampshire                                                    | Hoa Kỳ |
| Starbuck                     | Line Islands                                                                      | Kiribati |
| Starbuck                     | Hudson River, New York                                                            | Hoa Kỳ |
| Starve                       | Lake Erie, Ohio                                                                   | Hoa Kỳ |
| Staten                       | New York                                                                          | Hoa Kỳ |
| Stefansson                   | Nunavut                                                                           | Canada |
| Stephens                     | Marlborough Sounds                                                                | New Zealand |
| Stevens                      | Lake Huron, Ontario                                                               | Canada |
| Stevens                      | Massachusetts                                                                     | Hoa Kỳ |
| Stewart                      |                                                                                   | New Zealand |
| Stewart                      | Ohio River, Kentucky                                                              | Hoa Kỳ |
| Steels                       | Susquehanna River, Maryland                                                       | Hoa Kỳ |
| Steeple                      | Jason Islands of the Quần đảo Falkland                                            | Vương quốc Anh |
| Sterrett                     | Susquehanna River, Maryland                                                       | Hoa Kỳ |
| Steves                       | Chincoteague Bay, Maryland                                                        | Hoa Kỳ |
| Stingaree                    | Blackwater River, Maryland                                                        | Hoa Kỳ |
| Stjernøy                     |                                                                                   | Na Uy |
| Stolbnyi                     | Lake Seliger, Tver Oblast                                                         | Nga |
| Stolbovoy                    | New Siberian Islands                                                              | Nga |
| Stoltenhoff                  | Nightingale Islands, Tristan da Cunha                                             | British Overseas Territory of Saint Helena |
| Stóra Dímun                  | Quần đảo Faroe                                                                    | Đan Mạch |
| Stora Förö                   | Southern Gothenburg Archipelago                                                   | Thụy Điển |
| Stor                         | Nunavut                                                                           | Canada |
| Stora Karlsö                 | Biển Baltic                                                                       | Thụy Điển |
| Stord                        | Hordaland                                                                         | Na Uy |
| Streymoy                     | Quần đảo Faroe                                                                    | Đan Mạch |
| Stromboli                    | Aeolian Islands                                                                   | Ý |
| Strong                       | Pleasant Bay, Cape Cod, Massachusetts                                             | Hoa Kỳ |
| Stronsay                     | The North Isles, Bản mẫu:Country data Orkney Islands                              | Scotland |
| Strynø                       |                                                                                   | Đan Mạch |
| Stuart                       | Discovery Islands, British Columbia                                               | Canada |
| Stuart                       | San Juan Islands, Washington                                                      | Hoa Kỳ |
| Stucker                      | Susquehanna River, Pennsylvania                                                   | Hoa Kỳ |
| Sturge                       | Balleny Islands                                                                   | Ross Dependency, New Zealand |
| Styrsö                       | Southern Gothenburg Archipelago                                                   | Thụy Điển |
| Suakin Archipelago           |                                                                                   | Sudan |
| Sucia                        | San Juan Islands, Washington                                                      | Hoa Kỳ |
| Süderoog                     | North Frisian Islands                                                             | Đức |
| Südfall                      | North Frisian Islands                                                             | Đức |
| Sue                          | Middle River, Maryland                                                            | Hoa Kỳ |
| Sugar                        | Illinois River, Illinois                                                          | Hoa Kỳ |
| Sugar                        | Michigan                                                                          | Hoa Kỳ |
| Sula                         | Møre og Romsdal                                                                   | Na Uy |
| Sula Sgeir                   | Quần đảo Anh                                                                      | Scotland |
| Sulawesi                     |                                                                                   | Indonesia |
| Sumatra                      |                                                                                   | Indonesia |
| Sunhodo                      | Port Hamilton                                                                     | Hàn Quốc |
| Suomenlinna                  | Vịnh Phần Lan                                                                     | Phần Lan |
| Suðuroy                      | Quần đảo Faroe                                                                    | Đan Mạch |
| Surtsey                      | Vestmannaeyjar                                                                    | Iceland |
| Susak                        | Adriatic Sea                                                                      | Croatia |
| Sutwik                       | Alaska                                                                            | Hoa Kỳ |
| Suur-Pakri                   | Pakri Islands                                                                     | Estonia |
| Suvorov                      | Quần đảo Cook                                                                     | Quần đảo Cook |
| Suwad Al Janubiyah           | Hawar Islands                                                                     | Bahrain |
| Suwad Al Shamaliyah          | Hawar Islands                                                                     | Bahrain |
| Suwanosejima                 | Tokara Islands part of the Satsunan Islands part of the Ryukyu Islands            | Nhật Bản |
| Suwarrow                     | Quần đảo Cook                                                                     | Quần đảo Cook |
| Svartsjölandet               | Lake Mälaren                                                                      | Thụy Điển |
| Sveaborg                     | Vịnh Phần Lan                                                                     | Phần Lan |
| Sveta Neđelja                | Adriatic Sea                                                                      | Montenegro |
| Sveti Andrija                | Elaphiti Islands                                                                  | Croatia |
| Sveti Đorđe                  | Bay of Kotor Islands                                                              | Montenegro |
| Sveti Grgur                  | Adriatic Sea                                                                      | Croatia |
| Sveti Marko                  | Bay of Kotor Islands                                                              | Montenegro |
| Sveti Nikola                 | Adriatic Sea                                                                      | Montenegro |
| Sveti Stefan                 | Adriatic Sea                                                                      | Montenegro |
| Svínoy                       | Quần đảo Faroe                                                                    | Đan Mạch |
| Swains                       | Tokelau chain, American Samoa                                                     | Hoa Kỳ |
| Swainson                     | Potomac River, Maryland                                                           | Hoa Kỳ |
| Swan                         | Blackwater River, Maryland                                                        | Hoa Kỳ |
| Swan                         | Chesapeake Bay, Maryland                                                          | Hoa Kỳ |
| Swan                         |                                                                                   | Honduras |
| Swans                        | Maine                                                                             | Hoa Kỳ |
| Sweyn Holm                   | The North Isles, Bản mẫu:Country data Orkney Islands                              | Scotland |
| Swindle                      | British Columbia                                                                  | Canada |
| Switha                       | The South Isles, Bản mẫu:Country data Orkney Islands                              | Scotland |
| Swona                        | The South Isles, Bản mẫu:Country data Orkney Islands                              | Scotland |
| Sycamore                     | Potomac River, Maryland                                                           | Hoa Kỳ |
| Sycamore                     | Allegheny River, Pennsylvania                                                     | Hoa Kỳ |
| Sylt                         | North Frisian Islands                                                             | Đức |
| Symi                         | Dodecanese                                                                        | Hy Lạp |
| Syrna                        | Dodecanese                                                                        | Hy Lạp |
| Syros                        | Cyclades                                                                          | Hy Lạp |
| Szalki-sziget                | Sông Donau                                                                        | Hungary |
| Szentendrei-sziget           | Sông Donau                                                                        | Hungary |
| Szúnyog-sziget               | Sông Donau                                                                        | Hungary |